# Lecuona Cuban Boys
Lecuona Cuban Boys es el nombre de una popular orquesta de música afrocubana. 

## Trayectoria artística
Esta orquesta, cuyo nombre original fue "Palau Brothers Cuban Orchestra", fue fundada por el compositor cubano Ernesto Lecuona y se mantuvo activa durante los años treinta y cuarenta.
La principal figura de esta orquesta de 11 miembros fue el pianista y compositor Armando Oréfiche. Otros miembros lo fueron el trompetista, compositor y arreglista Ernesto Jaruco Vázquez, quien en los setenta fuera reemplazado por el músico colombiano Álvaro Serrano Calderón y Adalberto Chiquito Oréfiche como bongosero, cantante y saxo tenor. Los vocalistas que más frecuentemente cantaron para esa agrupación fueron Gerardo Bruguera, Fernando Torres,  y Alberto Rabagliati.
La orquesta realizó exitosas giras en EE. UU. durante los años treinta y después en los más exclusivos sitios de Europa. En 1934, Ernesto Lecuona enfermó y volvió a Cuba. Este retiro provocó que Armando Oréfiche se hiciera cargo de la orquesta. 
Hasta 1939 los Lecuona Cuban Boys  recorrieron los más lujosos casinos y teatros de la Europa preguerra, compartiendo escenario con figuras como Maurice Chevalier, Josephine Baker y Raquel Meller, realizando grabaciones para las principales firmas disqueras, estaciones de radio y la recién nacida TV. Al empezar la Segunda Guerra Mundial, la orquesta continuó sus giras en Latinoamérica, actuando en Argentina, Brasil, Puerto Rico, Perú, Uruguay y Venezuela. Después de algunos problemas sobre la dirección, Armando se apartó de su hermano y fundó los "Havana Cuban Boys".
Los Lecuona Cuban Boys se establecieron en Nueva York en 1949.  En diciembre de 1950 volvieron a La Habana para presentarse con Josephine Baker y Roland Gerbeau en el teatro América, y para inaugurar la TV en Cuba. En 1951 viajaron por Sudamérica y en 1952 regresaron a Cuba, donde agotaron temporadas en teatros y cabarets. Durante los años cincuenta realizaron giras alternas entre Sudamérica y Europa, con actuaciones tan memorables como las de 1953-54 en la inauguración del Hotel Tamanaco de Caracas y en la X Conferencia de Cancilleres, celebrada en la propia capital venezolana, donde compartieron escenarios con la orquesta de Chucho Sanoja. La orquesta continuó haciendo giras hasta mediados de los años setenta.

## Películas
A continuación un listado de algunas películas en las que aparece música de Lecuona Cuban Boys.
- Aimée & Jaguar

- Thrills of Music

- Por cuatro días locos

- Buenos Aires canta

- La hora de las sorpresas

- Mamá Gloria

- Marlowe (2023)